# Liste der Naturdenkmäler im Bezirk Hermagor
Die Liste der Naturdenkmäler im Bezirk Hermagor listet die als Naturdenkmal ausgewiesenen Objekte im Bezirk Hermagor im Bundesland Kärnten auf.

## Naturdenkmäler
| Foto |                 | Name                                               | ID    | Standort                                             | Beschreibung | Fläche    | Datum |
| ---- | --------------- | -------------------------------------------------- | ----- | ---------------------------------------------------- | --- | --------- | ----- |
| 1    | Datei hochladen | Zollner See                                        | He 15 | Dellach KG: Dellach Standort                         | Der See liegt in einer flachen O – W ausgerichteten Senke zwischen Grenzkamm im Süden und dem Seebühel im Norden auf 1766 m Seehöhe. See in Toteisloch mit Verlandungsmoor.                                                                                                  | 1,78 ha   |       |
| 1    | Datei hochladen | Wasserfall bei St. Lorenzen, Mühlschuss-Wasserfall | He 07 | Gitschtal KG: St. Lorenzen im Gitschtal Standort     | Etwa 30 m hoher Wasserfall des Baches Bistritz. | 196 m²    |       |
| 1    | Datei hochladen | Wilder Weinstock in Weißbriach                     | He 05 | Gitschtal KG: Weissbriach Standort                   | Der Weinstock wächst an einem Rankgitter der Gartenlaube. Neugestaltung der Gartenlaube am 11. Oktober 1994. | 1 m²      |       |
| 1    | Datei hochladen | Garnitzenklamm                                     | He 13 | Hermagor-Pressegger See KG: Egg, Möderndorf Standort | Ca. 27 ha große, tief eingeschnittene Erosionsschlucht in Hermagor Richtung Möderndorf und Egger Alm.Anmerkung: Das Naturdenkmal wurde nach dem im Akt vorhandenen Planausdruck (Maßstab unbekannt) verortet, die Parzellennummern unterscheiden sich von denen im Bescheid. | 250,82 ha |       |
| 1    | Datei hochladen | Sommer-Linde in Kühweg                             | He 02 | Hermagor-Pressegger See KG: Möderndorf Standort      | Kapellenlinde neben der Kapelle Malenthein | 200 m²    |       |
| 1    | Datei hochladen | Auwaldrest bei Nampolach                           | He 11 | Hermagor-Pressegger See KG: Nampolach Standort       | Altarm der Gail, Auwaldrest. | 3,6 ha    |       |
| 1    | Datei hochladen | Feuchtbiotop in Watschig                           | He 14 | Hermagor-Pressegger See KG: Tröpolach Standort       | Altarm der Gail | 0,24 ha   |       |
| 1    | Datei hochladen | Großer und Kleiner Bodensee                        | He 10 | Hermagor-Pressegger See KG: Tröpolach Standort       | Zwei kleine Bergseen an der Nassfeldstraße samt umliegender Parzellen. | 15,11 ha  |       |
| 1    | Datei hochladen | Winter-Linde in Kötschach                          | He 12 | Kötschach-Mauthen KG: Kötschach Standort             | Kapellenlinde am Ortsende von Kötschach. | 78 m²     |       |
| 1    | Datei hochladen | Versteinerter Baumstamm in Laas                    | He 04 | Kötschach-Mauthen KG: Kötschach Standort             | Versteinerter Baumstamm in einem Felsen des Grödener Sandsteines; größter versteinerter Pflanzenfund Österreichs, 280 Millionen Jahre alt. | 28 m²     |       |
| 1    | Datei hochladen | Weidenburger Felsen                                | He 01 | Kötschach-Mauthen KG: Würmlach Standort              | „Kronhofer Wasserfall“ am Assnitzbach | 0,87 ha   |       |
| 1    | Datei hochladen | 6 Buchen in Luggau                                 | He 03 | Lesachtal KG: Luggau Standort                        | 6 Buchen im Klostergarten in Form einer Baumgruppe | 254 m²    |       |
| 1    | Datei hochladen | Sommer-Linde in Matschiedl (He 8)                  | He 08 | Sankt Stefan im Gailtal KG: Matschiedl Standort      | Hauslinde beim Lindenhof | 200 m²    |       |
| 1    | Datei hochladen | Sommer-Linde in Matschiedl (He 9)                  | He 09 | Sankt Stefan im Gailtal KG: Matschiedl Standort      | Im Gastgarten des Gasthofes „Gailtalerhof“. | 113 m²    |       |
| 1    | Datei hochladen | Vorderberger Klamm                                 | He 16 | Sankt Stefan im Gailtal KG: Vorderberg Standort      | Tief eingeschnittenes Bett des Vorderberger Wildbaches mit bis zu 70 m hoch aufragenden Felswänden. | 2,06 ha   |       |

| Foto:                    | Fotografie des Naturdenkmals. Klicken des Fotos erzeugt eine vergrößerte Ansicht. Daneben finden sich zwei Symbole: \| Weitere Bilder vorhanden \| Das Symbol bedeutet, dass weitere Fotos des Objekts verfügbar sind. Durch Klicken des Symbols werden sie angezeigt. \| \| Eigenes Foto hochladen \| Durch Klicken des Symbols können weitere Fotos des Objekts in das Medienarchiv Wikimedia Commons hochgeladen werden. \| |
| Name:                    | Bezeichnung des Naturdenkmals laut offiziellen Quellen |
| ID                       | Identifikator |
| Standort:                | Es ist die Gemeinde und falls vorhanden die Adresse angegeben. Darunter sind die Katastralgemeinde (KG) und die Grundstücksnummer angeführt. Durch Aufruf des Links Standort wird die Lage des Denkmals in verschiedenen Kartenprojekten angezeigt. |
| Beschreibung             | Kurze Beschreibung des Naturdenkmals |
| Fläche                   | Fläche des Naturdenkmals in Hektar (ha) |
| Datum                    | Datum oder Jahr der Unterschutzstellung |
| Weitere Bilder vorhanden | Das Symbol bedeutet, dass weitere Fotos des Objekts verfügbar sind. Durch Klicken des Symbols werden sie angezeigt. |
| Eigenes Foto hochladen   | Durch Klicken des Symbols können weitere Fotos des Objekts in das Medienarchiv Wikimedia Commons hochgeladen werden. |